# 持明院基宗
持明院 基宗（じみょういん もとむね）は、平安時代後期から鎌倉時代初期にかけての公卿。藤原北家中御門流庶流持明院家、持明院基家の子。官位は従三位・非参議。持明院家4代当主。

## 経歴
母・源長時の娘は上西門院に仕えた女房のため、上西門院より多くの給を賜った。
永暦2年（1161年）7歳で叙爵。加賀守に叙任される。侍従を経て、承安2年（1172年）正五位下に叙される。治暦3年（1179年）左近衛少将に任ぜられる。
養和元年11月/寿永元年（1182年）従四位下、従四位上と同年のうちに昇叙され、文治4年（1188年）左近衛権中将より建久6年（1195年）従三位に叙され公卿に列す。しかしその後は官職に就くことはなく建仁2年（1202年）2月に薨去。享年48。

## 官歴
※以下、『公卿補任』の記載に従う。
- 永暦2年（1161年）
  - 正月23日：従五位下に叙す（上西門院當年給）。
  - 8月27日：加賀守に任ず（上西門院御分。停濟綱任之）。
- 仁安2年（1167年）
  - 11月13日：昇殿を聴す。
  - 12月30日（1168年2月10日）：従五位上に叙す（上西門院去年大嘗會御給）。
- 嘉応3年（1171年）正月：侍従に任ず。
- 承安2年（1172年）正月5日：正五位下に叙す（上西門院當年御給）。
- 治承3年（1179年）正月19日：左近衛少将に任ず[2]。
- 養和元年11月28日（1182年1月4日）：従四位下に叙す。
- 寿永元年（1182年）11月23日：従四位上に叙す（上西門院大嘗會御給）。
- 元暦元年（1184年）7月24日：正四位下に叙す（上西門院御即位給）。
- 文治4年（1188年）正月23日：左近衛権中将に任ず。
- 建久6年（1195年）4月7日：従三位に叙す。左中将如元。

## 系譜
- 父：藤原基家
- 母：源長時の娘（上西門院女房因幡）
- 妻：昌玄の娘
  - 次男：持明院家行（1175-1226）[3]
  - 男子：持明院基能（?-?）
- 妻：藤原成通の娘
  - 女子：持明院宗子（?-1250） - 滋野井実宣室、その後、大炊御門家嗣正室
- 妻：藤原成子 - 藤原成親の娘
- 生母不明の子女
  - 男子：持明院家隆
  - 男子：宗雲
  - 男子：宗全